# Gunilla Ternert
Gunilla Ternert, född 13 april 1950 i Bodums församling i Jämtlands län, är en svensk ämbetsman.
Ternert var 2010–2013 chef för Region Stockholm inom Kriminalvården. Hon var dessförinnan, mellan 2005 och 2010, chef för Region Mitt.
Gunilla Ternert har haft flera chefsbefattningar för Kriminalvården i Stockholm; däribland som kriminalvårdschef för dåvarande Kriminalvårdsmyndigheten Stockholm Norr, som bestod av Anstalten Österåker, Frivården i Norra Stockholm, Täby och Storboda. Under åren 1990–2001 var hon chef för Anstalten Hall och på 1980-talet personalchef på Kronobergshäktet.
Som pensionär har hon verkat inom kommunpolitiken för Moderaterna i Eskilstuna.